# Mário Costa
Pour les articles homonymes, voir da Costa et Mario Costa.
Mário Jorge Faria da Costa, né le 15 novembre 1985 à Póvoa de Varzim, est un coureur cycliste portugais, professionnel de 2008 à 2016.

## Biographie
En 2003, Mário Costa est sacré champion du Portugal sur route juniors.
En 2010, lui et son frère Rui Costa subissent un contrôle positif à la methylhexanamine, lors du championnat du Portugal du contre-la-montre en juin, révélé à la fin du mois d'octobre. De nouveau autorisé à courir en début d'année 2011, il se voit cependant contraint de retourner dans les rangs amateurs, au sein de Louletano-Loulé.
Il rejoint son frère dans l'équipe Lampre-Merida pour la saison 2015 puis prolonge le contrat qui le lie à cette formation en fin de saison. Il met fin à sa carrière à l'issue de la saison 2016.

## Palmarès et classements mondiaux

### Palmarès par année
- 2003
  -  Champion du Portugal sur route juniors
- 2006
  - 2e du championnat du Portugal du contre-la-montre espoirs
  - 3e du Grand Prix de Mortágua
- 2009
  - 2e de la Clássica da Primavera
- 2010
  - 3e de la Clássica da Primavera
- 2011
  - 2e du championnat du Portugal sur route
- 2014
  - 2e de la Clássica da Primavera

### Résultats sur les grands tours

#### Tour d'Espagne
1 participation 
- 2016 : abandon (17e étape)

### Classements mondiaux
| Année           | 2011 | 2012 | 2013 | 2014   | 2015 | 2016 | 2017 |
| --------------- | ---- | ---- | ---- | ------ | ---- | ---- | ---- |
| UCI World Tour  |      |      |      |        | nc   |      |      |
| UCI Europe Tour | 282e |      |      | 1 112e |      |      |      |
| UCI Asia Tour   |      |      |      |        |      |      | 222e |